# المعهد العالي لعلوم التمريض بسوسة
 المعهد العالي لعلوم التمريض بسوسة  هو إحدى المؤسسات العليا تحت الإشراف المزدوج بين وزارتي الصحة العمومية، والتعليم العالي والبحث العلمي والتكنولوجيا من خلال جامعة سوسة.

## أرقام
طبقا لأرقام السنة الدراسية 2007-2008 يدرس بها 239 طالبا من بينهم 134 طالبة.
1. ↑  وصلة مرجع: https://upsat.tn/luniversite/les-etablissements/.
2. 1 2  وصلة مرجع: https://www.4icu.org/reviews/17231.htm.
3. ↑  مذكور في: خرائط جوجل.